# 曹路宝

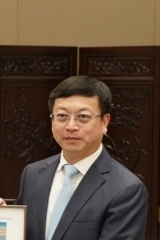
曹路宝（2023年）

曹路宝（1971年9月—），男，汉族，安徽天长人，在职研究生学历，博士学位，中华人民共和国政治人物。1990年12月加入中国共产党，1993年8月参加工作。曾任中共江苏省委常委、苏州市委书记，现任中共吉林省委常委、宣传部部长。

## 经历
1989年9月，在北京财贸学院工商行政管理系工商行政管理专业学习。

### 江苏
早年主要从政经历在南京市，从1993年由科员到2010年成为南京市下关区区长。2015年9月，任南京市秦淮区委书记。2017年6月，升任南京市委常委。2017年8月，出任南京市委宣传部部长。
2018年4月，任中共盐城市委副书记、代理市长、市政府党组书记。2021年7月，接任中共盐城市委书记。
2021年11月，升任中共江苏省委常委、苏州市委书记。

### 吉林
2023年10月，调任吉林省委常委、宣传部部长。